# Roth (Eschenburg)
Roth (auch das Roth) ist der kleinste Ortsteil der Gemeinde Eschenburg im mittelhessischen Lahn-Dill-Kreis.

## Geografische Lage
Roth erreicht man über eine Abzweigung der Bundesstraße 253, ca. 17 Kilometer östlich von Dillenburg entfernt.
Der Ort grenzt unmittelbar an die Ortschaften Steinbrücken, Mandeln, Achenbach, Oberdieten, Oberhörlen, Simmersbach und Eibelshausen. Die Ortschaft liegt ca. 450 m ü. NN, der höchste Berg Stiete hat eine Höhe von 545 m ü. NN.

## Geschichte

### Ortsgeschichte
Roth wird im Jahr 1232 in Zusammenhang mit den Wunderheilungen rund um das Grab der heiligen Elisabeth in Marburg  als de Roden erwähnt. Es ist aber unklar ob tatsächlich dieses Roth gemeint ist. In erhaltenen Urkunden wurde der Ort in der Folge unter folgenden Ortsnamen erwähnt (in Klammern das Jahr der Erwähnung): Rodgyn (1386), Roede (1413), Roda (1577), Roith (1630) und Rodt (1677).
Zu Beginn des 14. Jahrhunderts wurde im Umfeld des Heiligen Berges (518 m ü. NN) die Burg Hessenwalt erbaut. Sie diente in der Dernbacher Fehde zur Verteidigung des Breidenbacher Grunds, zu dem Roth bis zur Gebietsreform 1974 gehörte. Die Burg wurde aber noch im selben Krieg zerstört. Historisch hat Roth Stadtrechte erworben (belegt 1758) und ein eigenes Gericht besessen. Bekannt ist Roth auch durch sein Silbervorkommen (Ende des 17. Jahrhunderts entdeckt), welches zur Prägung eines Silbertalers führte (1696). Bis in das 20. Jahrhundert hinein wurde in der Grube Gottesgabe Silber gewonnen.
Die Statistisch-topographisch-historische Beschreibung des Großherzogthums Hessen berichtet 1830 über Roth:

„Roth (L. Bez. Gladenbach) evangel. Filialdorf; liegt 4 St. von Gladenbach, und gehört dem Freiherrn von Breidenstein, hat 50 Häuser und 305 Einwohner, die außer 2 Katholiken evangelisch sind. Man findet 1 Kirche, die von Holz erbaut ist, 1 Mahl- und Oelmühle, und in der Gemarkung eine verlassene Kupfergrube. – Der Ort kommt früher unter dem Namen Roden vor. Das Bergwerk wurde 1695 entdeckt. Im Jahr 1773 hat das Dorf die Erlaubniß erhalten, einen Markt auf Bartholomäus halten zu dürfen, und es sollte, wenn er gut ausfalle, das Privilegium darüber ausgefertigt werden. Hier bestand ein besonderes Gericht, das nur diesen einzigen Ort umfaßte.“

Hessische Gebietsreform (1970–1977)
Roth war bis zur Gebietsreform in Hessen selbstständig und gehörte zum Landkreis Biedenkopf. Im Zuge der Gebietsreform in Hessen erfolgte die Gründung der Gemeinde Eschenburg zum 1. Oktober 1971 durch den freiwilligen Zusammenschluss der Gemeinden Eibelshausen, Eiershausen und Wissenbach. Kraft Landesgesetz wurden dann die Gemeinden Eschenburg, Hirzenhain sowie Simmersbach und Roth des ehemaligen Landkreises Biedenkopf zur erweiterten Großgemeinde Eschenburg zusammengeschlossen. Die Inkraftsetzung erfolgte zum 1. Juli 1974 durch den Regierungspräsidenten in Darmstadt. Für alle sechs Ortsteile wurden Ortsbezirke mit Ortsbeirat und Ortsvorsteher nach der Hessischen Gemeindeordnung gebildet.

### Verwaltungsgeschichte im Überblick
Die folgende Liste zeigt die Staaten und Verwaltungseinheiten, denen Roth angehört(e):
- vor 1567 Heiliges Römisches Reich, Landgrafschaft Hessen, Amt Blankenstein, Grund Breidenbach
- ab 1567: Heiliges Römisches Reich, Landgrafschaft Hessen-Marburg, Amt Blankenstein, Grund Breidenbach[10]
- 1604–1648: Heiliges Römisches Reich, strittig zwischen Landgrafschaft Hessen-Darmstadt und Landgrafschaft Hessen-Kassel (Hessenkrieg)
- ab 1604: Heiliges Römisches Reich, Landgrafschaft Hessen-Kassel, Amt Blankenstein, Grund Breidenbach
- ab 1627: Heiliges Römisches Reich, Landgrafschaft Hessen-Darmstadt, Oberfürstentum Hessen, Amt Blankenstein, Grund Breitenbach (Obergericht; Gericht Roth)[11]
- ab 1806: Großherzogtum Hessen,[Anm. 2] Fürstentum Oberhessen, Amt Blankenstein[12][13]
- ab 1815: Großherzogtum Hessen[Anm. 3], Provinz Oberhessen, Amt Blankenstein[14]
- ab 1821: Großherzogtum Hessen, Provinz Oberhessen, Landratsbezirk Gladenbach[Anm. 4]
- ab 1832: Großherzogtum Hessen, Provinz Oberhessen, Kreis Biedenkopf
- ab 1848: Großherzogtum Hessen, Regierungsbezirk Biedenkopf
- ab 1852: Großherzogtum Hessen, Provinz Oberhessen, Kreis Biedenkopf
- ab 1867: Norddeutscher Bund[Anm. 5], Königreich Preußen,[Anm. 6] Provinz Hessen-Nassau,  Regierungsbezirk Wiesbaden, Kreis Biedenkopf (übergangsweise Hinterlandkreis)[11]
- ab 1871: Deutsches Reich, Königreich Preußen, Provinz Hessen-Nassau, Regierungsbezirk Wiesbaden, Kreis Biedenkopf
- ab 1918: Deutsches Reich (Weimarer Republik), Freistaat Preußen, Provinz Hessen-Nassau, Regierungsbezirk Wiesbaden, Kreis Biedenkopf
- ab 1932: Deutsches Reich, Freistaat Preußen, Provinz Hessen-Nassau, Regierungsbezirk Wiesbaden, Kreis Dillenburg
- ab 1933: Deutsches Reich, Freistaat Preußen, Provinz Hessen-Nassau, Regierungsbezirk Wiesbaden, Kreis Biedenkopf
- ab 1944: Deutsches Reich, Freistaat Preußen, Provinz Nassau, Kreis Biedenkopf
- ab 1945: Amerikanische Besatzungszone, Groß-Hessen, Regierungsbezirk Wiesbaden, Kreis Biedenkopf
- ab 1946: Amerikanische Besatzungszone, Land Hessen, Regierungsbezirk Wiesbaden, Kreis Biedenkopf
- ab 1949: Bundesrepublik Deutschland, Land Hessen, Regierungsbezirk Wiesbaden, Kreis Biedenkopf
- ab 1968: Bundesrepublik Deutschland, Land Hessen, Regierungsbezirk Darmstadt, Kreis Biedenkopf
- ab 1974: Bundesrepublik Deutschland, Land Hessen, Regierungsbezirk Darmstadt, Dillkreis, Gemeinde Eschenburg[Anm. 7]
- ab 1977: Bundesrepublik Deutschland, Land Hessen, Regierungsbezirk Darmstadt, Lahn-Dill-Kreis, Gemeinde Eschenburg
- ab 1981: Bundesrepublik Deutschland, Land Hessen, Regierungsbezirk Gießen, Lahn-Dill-Kreis, Gemeinde Eschenburg

## Bevölkerung

### Einwohnerstruktur 2011
Nach den Erhebungen des Zensus 2011 lebten am Stichtag dem 9. Mai 2011 in Roth 558 Einwohner. Darunter waren 9 (1,6 %) Ausländer.
Nach dem Lebensalter waren 93 Einwohner unter 18 Jahren, 264 zwischen 18 und 49, 105 zwischen 50 und 64 und 96 Einwohner waren älter. Die Einwohner lebten in 210 Haushalten. Davon waren 45 Singlehaushalte, 60 Paare ohne Kinder und 84 Paare mit Kindern, sowie 18 Alleinerziehende und 3 Wohngemeinschaften. In 39 Haushalten lebten ausschließlich Senioren und in 141 Haushaltungen lebten keine Senioren.

### Einwohnerentwicklung
| Quelle: Historisches Ortslexikon |                                                                 |
| • 1577:                          | 028 Hausgesesse                                                 |
| • 1630:                          | 024 Hausgesesse (22 einspännige Ackerländer, 2 Einläuftige)     |
| • 1677:                          | 027 Männer, 2 Witwen, 1 Jungmannschaft, 13 ledige Mannschaften. |
| • 1742:                          | 036 Haushalte                                                   |
| • 1791:                          | 257 Einwohner                                                   |
| • 1800:                          | 261 Einwohner                                                   |
| • 1806:                          | 272 Einwohner, 48 Häuser                                        |
| • 1829:                          | 305 Einwohner, 50 Häuser                                        |

| Roth: Einwohnerzahlen von 1791 bis 2018 | Roth: Einwohnerzahlen von 1791 bis 2018 | Roth: Einwohnerzahlen von 1791 bis 2018 | Roth: Einwohnerzahlen von 1791 bis 2018 | Roth: Einwohnerzahlen von 1791 bis 2018 |
| --- | --------------------------------------- | --------------------------------------- | --------------------------------------- | --------------------------------------- |
| Jahr |                                         |                                         |                                         | Einwohner                               |
| 1791 | 1791                                    |                                         | 257                                     | 257                                     |
| 1800 | 1800                                    |                                         | 261                                     | 261                                     |
| 1806 | 1806                                    |                                         | 272                                     | 272                                     |
| 1829 | 1829                                    |                                         | 305                                     | 305                                     |
| 1834 | 1834                                    |                                         | 319                                     | 319                                     |
| 1840 | 1840                                    |                                         | 331                                     | 331                                     |
| 1846 | 1846                                    |                                         | 335                                     | 335                                     |
| 1852 | 1852                                    |                                         | 313                                     | 313                                     |
| 1858 | 1858                                    |                                         | 305                                     | 305                                     |
| 1864 | 1864                                    |                                         | 280                                     | 280                                     |
| 1871 | 1871                                    |                                         | 268                                     | 268                                     |
| 1875 | 1875                                    |                                         | 304                                     | 304                                     |
| 1885 | 1885                                    |                                         | 336                                     | 336                                     |
| 1895 | 1895                                    |                                         | 331                                     | 331                                     |
| 1905 | 1905                                    |                                         | 372                                     | 372                                     |
| 1910 | 1910                                    |                                         | 387                                     | 387                                     |
| 1925 | 1925                                    |                                         | 412                                     | 412                                     |
| 1939 | 1939                                    |                                         | 394                                     | 394                                     |
| 1946 | 1946                                    |                                         | 575                                     | 575                                     |
| 1950 | 1950                                    |                                         | 524                                     | 524                                     |
| 1956 | 1956                                    |                                         | 467                                     | 467                                     |
| 1961 | 1961                                    |                                         | 447                                     | 447                                     |
| 1967 | 1967                                    |                                         | 450                                     | 450                                     |
| 1970 | 1970                                    |                                         | 482                                     | 482                                     |
| 1974 | 1974                                    |                                         | 504                                     | 504                                     |
| 1980 | 1980                                    |                                         | 499                                     | 499                                     |
| 1990 | 1990                                    |                                         | 530                                     | 530                                     |
| 2000 | 2000                                    |                                         | 588                                     | 588                                     |
| 2008 | 2008                                    |                                         | 572                                     | 572                                     |
| 2011 | 2011                                    |                                         | 558                                     | 558                                     |
| 2015 | 2015                                    |                                         | 560                                     | 560                                     |
| 2018 | 2018                                    |                                         | 567                                     | 567                                     |
| Datenquelle: Historisches Gemeindeverzeichnis für Hessen: Die Bevölkerung der Gemeinden 1834 bis 1967. Wiesbaden: Hessisches Statistisches Landesamt, 1968. Weitere Quellen: ; nach 1970: Gemeinde Eschenburg, ab 2008: Haushaltsplan 2019; Zensus 2011 |                                         |                                         |                                         |                                         |

### Historische Religionszugehörigkeit
| Quelle: Historisches Ortslexikon |                                                                           |
| • 1829:                          | 303 evangelische 2 katholische Einwohner.                                 |
| • 1885:                          | 334 evangelische, 2 katholische Einwohner                                 |
| • 1961:                          | 426 evangelische (= 95,30 %), 21 römisch-katholische (= 4,67 %) Einwohner |

### Historische Erwerbstätigkeit
| Quelle: Historisches Ortslexikon | |
| • 1867:                          | Erwerbspersonen: 172 Landwirtschaft, 2 Forstwirtschaft, 3 Bergbau und Hüttenwesen, 14 Gewerbe und Industrie, 3 Verkehr, 1 Gesundheitspflege, 1 Gemeindeverwaltung. |
| • 1838:                          | Familien: 39 Ackerbau, 43 Gewerbe, 10 Tagelöhner. |
| • 1961:                          | Erwerbspersonen: 157 Land- und Forstwirtschaft, 116 produzierendes Gewerbe, 17 Handel und Verkehr, 7 Dienstleistungen und sonstiges.                               |

## Politik
Für Roth gibt es zurzeit keinen Ortsbeirat.

## Wappen
Das Rother Wappen wurde von Albert Wagner entworfen. Es enthält im oberen Teil eine aufgehende Sonne und im unteren Teil eine Waage als Zeichen für die Gerichtsbarkeit. Die Waage weist auf ein eigenes Gericht hin, das Roth in der Vergangenheit besaß. Die aufgehende Sonne findet sich auch als Motiv auf dem Rother Silbertaler wieder und soll an diesen erinnern.

## Vereine
Das kulturelle Leben in Roth ist vorwiegend durch die am Ort ansässigen Vereine geprägt.
Zu den Vereinen gehören
- der Männergesangverein 1856 Harmonie Roth
- die Freiwillige Feuerwehr (gegründet 1907)
- der Naturschutz- und Heimatverein (gegründet 1969)
- der Fußballclub FC Roth (seit 1976)
- die Laienspielgruppe „Die Herrjelshinkelcher“ (seit 1980); Herrjelshinkelcher ist ein Begriff des Rother Dialekts und bedeutet „Marienkäfer“.
- der Jugendclub (seit 1997).

Weiterhin gibt es noch die Forstbetriebsvereinigung, die sich um die Interessen der Privatwaldbesitzer kümmert und den Interessentenwald, der die im Siegerland und nördlichen Lahn-Dill-Kreis verbreitete Haubergswirtschaft betreibt.
Während die Landwirtschaft bis weit nach dem Zweiten Weltkrieg das Dorfleben prägte, gibt es mittlerweile fast ausschließlich Nebenerwerbsbetriebe.
Am Ort gab es einen eigenen Kindergarten Rothkäppchen sowie eine eigene Schule, beide existieren nicht mehr. Die Kinder besuchen die Grundschule im benachbarten Simmersbach und die weiterführende Schulen in Eibelshausen, Dillenburg und Bad Laasphe.